# Gyaros
Die heute unbewohnte griechische Insel Gyaros (griechisch Γυάρος (f. sg.) ['ʝarɔs], volkstümlich Γιούρα Gioúra (n. pl.) genannt, deutsch auch Jaros) in der Ägäis gehört zu den nördlichen Kykladen. Verwaltungstechnisch zählt die Insel zum Stadtbezirk Ano Syros der Gemeinde Syros-Ermoupoli innerhalb der Region Südliche Ägäis (Περιφέρεια Νότιου Αιγαίου).

## Lage und Geographie
Gyaros hat eine Fläche von 17,76 km² und ist im Zentrum eines fast 50 km Durchmesser fassenden kreisförmigen Meeresgebiets gelegen, umgeben von den Inseln Euböa, Andros, Tinos, Syros, Kythnos und Kea. Der Küste vorgelagert sind zwei Felseninseln von geringer Größe, im Nordwesten Foui (Φούη) und im Südosten Glaronisi (Γλαρονήσι).
Die Inselform ist etwa dreieckig. Der zentrale Bergkamm führt über eine Länge von etwa 3 km vom Kap Fournaki (Ακρωτήριο Φουρνάκι Akrotírio Fournáki) im Norden weiter in südsüdwestlicher Richtung über den Gipfel Skotomenos (Σκοτωμένος, 435 m), erreicht anschließend den höchsten Gipfel Profitis Ilias (Προφήτης Ηλίας, 490 m) und wendet sich dann über eine relativ schmale Halbinsel von etwa 800 Metern Breite westwärts zum Kap Gaidouromandra (Ακρωτήριο Γαϊδουρομάνδρα Akrotírio Gaidouromándra) dem westlichsten Punkt der Insel. Das Inselrelief ist sehr rau, überwiegend steil mit nur kleineren milderen Bereichen. Das Gewässernetz ist wenig ausgebildet. Die wenigen ausgeprägteren kurzen Rinnsale sind nur in niederschlagsreichen Wintern oder nach starken Regenfällen wasserführend. Während die Nord- und Nordwestküste und besonders die Südküste extrem steil mit stellenweise senkrechten Felsklippen sind, ist die Ostküste durch flacheres Gelände gekennzeichnet.

## Geschichte

### Frühgeschichte
Auf der Hügelspitze bei Panagia Antilalousa entdeckte Mariza Marthari von der 21. Ephorie für Prähistorische und Klassische Altertümer 2012 im Rahmen einer Oberflächenbegehung Überreste einer befestigten prähistorischen Siedlung. Die dicht verstreuten Oberflächenfunde wie Obsidianwerkzeuge, Fragmente von Steinvasen, sowie Keramik unterschiedlicher Herkunft, darunter mynische- und mattbemalte Festlandwaren sowie Scherben importierter minoischer Waren und Kykladenkeramik von Milos und Thira deuten darauf hin, dass die Insel eine bedeutende und strategische Position innehatte und auf den Handelsrouten der mittleren bis späten Spätbronzezeit in der Ägäis möglicherweise die Funktion als Zwischenstopp hatte. Die Art der Befestigung ist zeittypisch und vergleichbar mit Ayia Irini auf Kea, Phylakopi auf Milos eventuell auch mit Maroniti I auf Andros und Vryokastro auf Tinos.

### Antike
In verschiedenen Zusammenhängen wurde Gyaros in hellenistischer und römischer Zeit von zeitgenössischen Autoren und Dichtern erwähnt. Archäologische Funde belegen einen Kult der Aphrodite Mychia, aus anderen Keramikfragmenten wird auf die Verehrung von Zeus und der Demeter geschlossen. Eine Ehreninschrift aus der 2. Hälfte des 2. Jahrhunderts erwähnt die Einwohner von Gyaros. Bronzemünzen mit dem Kopf der Artemis aus dem 1. Jahrhundert tragen die ethnische Zugehörigkeit GYARIŌN (ΓΥΑΡΙΩΝ) und belegen den Status einer Polis in späthellenistischer Zeit. Strabon betonte die Armut der Insel. Er besuchte Gyaros 31 v. Chr. und beschrieb es als ein von Fischern bewohnten Dorf (κώμιον kōmion). Sein Boot nahm einen lokalen Fischer an Bord, der als Vertreter zum Kaiser gesandt wurde, um eine Reduzierung des jährlichen Tributs der Insel von 150 Drachmen zu erbitten, da sie nicht einmal in der Lage waren, mindestens 100 Drachmen zu bezahlen. Dass der römische Kaiser Tiberius zweimal ein Urteil der Verbannung nach Gyaros in eine andere, gastfreundlichere Insel wie Kythnos oder Amorgos umwandeln ließ und feststellte, „beiden Inseln [Donousa] fehle es an Wasser, und man müsse dem doch die Bedürfnisse des Lebens gewähren, dem man das Leben zugestehe“, belegt die Unwirtlichkeit der Insel. Der römische Philosoph Musonius wurde im Jahr 65/66 auf die Insel verbannt und soll dort eine Quelle entdeckt haben.

### Mittelalter
Im Mittelalter wurde die Insel trotz ihrer Hafenlosigkeit vor allem des Purpurmuschelfanges wegen angelaufen. 1573 gehörte sie zu den sieben kleinen Inseln des damaligen Herzogtums Naxos. Diese wurden der venezianischen Familie der Gozzadini bis 1617 gegen Tributzahlung belassen. Danach wurde Gyaros bis zuletzt nur im Sommer von einigen Ziegenhirten von Syros bewohnt.

### Neuzeit
Im Zweiten Weltkrieg, dem griechischen Bürgerkrieg und erneut unter der Militärdiktatur in Griechenland (1967–1974) war die Insel als Internierungsort für politische Häftlinge unrühmlich bekannt.
Die Insel wird zusammen mit dem sie unmittelbar umschließenden Meer unter dem Namen Nisos Gyaros kai thalassia zoni als Natura 2000 Schutzgebiet ausgewiesen.

## Verwaltungszugehörigkeit und Bevölkerungsentwicklung
Seit der Gründung des Königreichs Griechenland gehörte Gyaros verwaltungsmäßig immer zu Ano Syros. Laut königlichem Dekret vom 1. Oktober 1834 über die Bildung der Gemeinden der Cykladen wurde Gyaros als einzige der unbewohnten Inseln der neu gebildeten Provinz Syros namentlich aufgeführt.
Mit der Volkszählung 1896 wurden Gyaros erstmals als Siedlung der damaligen Gemeinde Syros bestätigt und 18 Einwohner für die Insel angegeben. Nach der Statistikdefinition ist die ständige Bevölkerung eines Ortes, die während der Volkszählung einen bestimmten Ort als ihren ständigen Wohnsitz angegeben hat. Aufgrund der politischen Krisenzeiten verzeichneten die Einwohnerzahlen in der Mitte des 20. Jahrhunderts einen unglaubwürdigen Anstieg.
| Jahr      | 1896 | 1907 | 1928 | 1940 | 1951 | 1961 | 1971 | 1981 | 1991 | 2001 | 2011 |
| --------- | ---- | ---- | ---- | ---- | ---- | ---- | ---- | ---- | ---- | ---- | ---- |
| Einwohner | 18   | 25   | 28   | 31   | 7139 | 244  | 2    | 0    | 0    | 0    | 0    |